# Playfairit
Playfairit ist ein sehr selten vorkommendes Mineral aus der Mineralklasse der „Sulfide und Sulfosalze“ mit der chemischen Zusammensetzung Pb16(Sb,As)19S44Cl und damit chemisch gesehen eine sulfidähnliche Verbindung aus Blei, Antimon, Arsen, Schwefel und Chlor, die strukturell zu den Sulfosalzen gehört. Die in den runden Klammern angegebenen Elemente Antimon und Arsen können sich in der Formel jeweils gegenseitig vertreten (Substitution, Diadochie), stehen jedoch immer im selben Mengenverhältnis zu den anderen Bestandteilen des Minerals.
Playfairit kristallisiert im monoklinen Kristallsystem und entwickelt tafelige Kristalle, die entlang der Längsachse stark gestreift sind. Ebenso kommt er in Form feinkörniger Mineral-Aggregate und feiner Zwillingslamellen vor. Das Mineral ist in jeder Form undurchsichtig (opak) und zeigt auf den bleigrauen bis schwarzen Oberflächen einen metallischen Glanz. Seine Strichfarbe ist rein schwarz.

## Etymologie und Geschichte

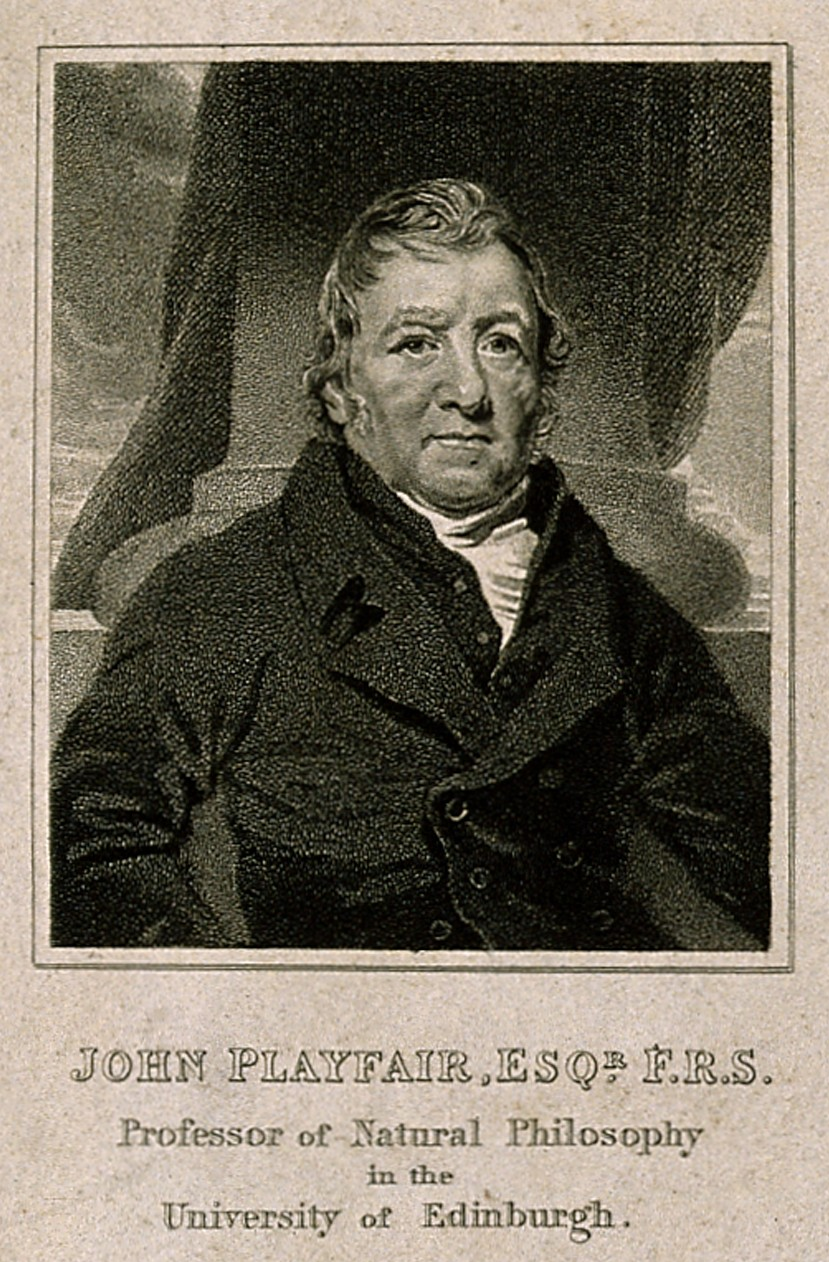
John Playfair

Entdeckt wurde Playfairit erstmals in Mineralproben aus dem Steinbruch Taylor Pit bei Madoc im Hastings County in der kanadischen Provinz Ontario. Analysiert und erstbeschrieben wurde das Mineral durch John Leslie Jambor (1936–2008), der es nach dem schottischen Mathematiker und Geologen John Playfair benannte. Nach Anerkennung durch die International Mineralogical Association (interne Eingangsnummer der IMA: 1966-018) veröffentlichte er seine Erstbeschreibung 1967 unter dem Titel New lead sulfantimonides from Madoc, Ontario. Part 2, in der auch Guettardit, Launayit, Sorbyit, Sterryit und Twinnit erstbeschrieben wurden.
Das Typmaterial von Playfairit wird in der Geological Survey of Canada (GSC) in Ottawa unter den Inventarnummern 12168 und 12171 sowie im Royal Ontario Museum (ROM) in Toronto unter den Inventarnummern M35893 und M35896 aufbewahrt.
Die ursprünglich von Jambor angegebene chemische Formel 16 PbS · 9 Sb2S3 (entspricht Pb16Sb18S43) wurde 2008 im Zuge einer Neudefinition der Sulfosalz-Systematik des Sub-Komitees der IMA neu definiert und wird seitdem mit Pb16(Sb,As)19S44Cl angegeben.
Die seit 2021 ebenfalls von der IMA/CNMNC anerkannte Kurzbezeichnung (auch Mineral-Symbol) von Playfairit lautet „Pyf“.

## Klassifikation
Bereits in der veralteten 8. Auflage der Mineralsystematik nach Strunz gehörte der Playfairit zur Mineralklasse der „Sulfide und Sulfosalze“ und dort zur Abteilung „Komplexe Sulfide (Sulfosalze)“, wo er gemeinsam mit Boulangerit, Dadsonit, Fülöppit, Guettardit, Heteromorphit, Jamesonit, Launayit, Madocit, Meneghinit, Plagionit, Robinsonit, Semseyit, Sorbyit, Sterryit, Tintinait, Twinnit, Veenit und Zinkenit in der „Jamesonit-Boulangerit-Gruppe (Bleiantimonspießglanze)“ mit der Systemnummer II/D.07 steht.
In der zuletzt 2018 überarbeiteten Lapis-Systematik nach Stefan Weiß, die formal auf der alten Systematik von Karl Hugo Strunz in der 8. Auflage basiert, erhielt das Mineral die System- und Mineralnummer II/E.20-040. Dies entspricht ebenfalls der Abteilung „Sulfosalze (S : As,Sb,Bi = x)“, wo Playfairit zusammen mit Ciriottiit, Dadsonit, Disulfodadsonit, Launayit, Madocit, Meerschautit, Parasterryit, Pellouxit, Sorbyit und Sterryit eine unbenannte Gruppe mit der Systemnummer II/E.20 bildet.
Die von der International Mineralogical Association (IMA) zuletzt 2009 aktualisierte 9. Auflage der Strunz’schen Mineralsystematik ordnet den Playfairit dagegen in die Abteilung „unklassifizierte Sulfosalze“ ein. Diese ist weiter unterteilt nach der möglichen Anwesenheit von Blei. Das Mineral ist hier entsprechend seiner Zusammensetzung in der Unterabteilung „mit Pb“ zu finden, wo es als einziges Mitglied eine unbenannte Gruppe mit der Systemnummer 2.LB.55 bildet.
In der vorwiegend im englischen Sprachraum gebräuchlichen Systematik der Minerale nach Dana hat Playfairit die System- und Mineralnummer 03.06.04.01. Das entspricht ebenfalls der Klasse der „Sulfide und Sulfosalze“ und dort der Abteilung „Sulfosalze“. Hier findet er sich innerhalb der Unterabteilung „Sulfosalze mit dem Verhältnis 2,0 < z/y < 2,49 und der Zusammensetzung (A+)i(A2+)j[By Cz], A = Metalle, B = Halbmetalle, C = Nichtmetalle“ als einziges Mitglied in einer unbenannten Gruppe mit der Systemnummer 03.06.04.

## Kristallstruktur
Playfairit kristallisiert monoklin in der Raumgruppe P2 (Raumgruppen-Nr. 3), P21 (Nr. 4), Pm (Nr. 6), P2/m (Nr. 10) oder P21/m (Nr. 11) mit den Gitterparametern a = 45,4 Å; b = 8,29 Å; c = 21,3 Å und β = 92,5° sowie 4 Formeleinheiten pro Elementarzelle.

## Bildung und Fundorte
Playfairit findet sich in Form massiger Aggregate in kleinen Erzgängen, die sich durch dolomitische und calcitische Marmore ziehen. Er bildet sich an den Rändern anderer Sulfosalze und dringt über mikroskopisch kleine Risse bzw. Äderchen auch in diese ein. Als Begleitminerale treten unter anderem Auripigment, antimonhaltiger Baumhauerit, Boulangerit, Cinnabarit, Fluorit, Galenit, Geokronit, Guettardit, Jamesonit, Launayit, Madocit, Pyrit, Quarz, Realgar, Robinsonit, Semseyit, Sorbyit, Sphalerit, Twinnit und Zinkenit auf.
Außer an seiner Typlokalität im Steinbruch „Taylor pit“ bei Madoc in Kanada konnte Playfairit bisher nur noch in der Grube „Les Cougnasses“ bei Orpierre im französischen Département Hautes-Alpes, in der Antimon-Quecksilber-Lagerstätte Khaidarkan (auch Aidarken, Chaidarkan oder Khaydarkan) im Rajon Kadamdschai in Kirgisistan sowie im Bergbaubezirk Reese River nahe Austin im Lander County des US-Bundesstaates Nevada gefunden werden (Stand 2025).